# Zoobabu
Zoobabu es la primera serie de animación creada para Televisión con tecnología de 3D estereoscópico. Fue creada en 2011 por BRB Internacional y producida por Screen 21, IMAGE IN y TVC. Con la colaboración especial de ICIC y el MCU. La novedosa serie comenzó su emisión en diciembre de 2012 en Clan (TVE) con una gran acogida no solo por parte del público sino de distintas productoras que ya se han hecho con los derechos de emisión, por ejemplo: Disney (Japón), Canal+ (Francia), RAI (Italia), Pixel (Ucrania), Minika (Turquía), Discovery Kids (Latinoamérica) y Al Jazeera (países árabes).
En cada capítulo los pequeños de la casa tratan de adivinar los animales que esconde la simpática caja. A través de preguntas y pistas, la caja se irá transformando en el animal en cuestión. Son cientos de animales que pueden salir, desde una medusa, hasta una lagartija, pasando por un león. A través de las preguntas y las adivinanzas, la serie pretende hacer que los niños y niñas interactúen con ella. Cada día los más pequeños tendrán que adivinar que animal se esconde.

## Episodios
1. Léon
2. Oruga
3. Cedro
4. Elefante
5. Jirafa
6. Rana
7. Oso
8. Caballo
9. Pingüino
10. Mariquita
11. Búho
12. Ciervo
13. Pollito

## Premios
La serie fue presentada oficialmente en Cannes en el MIP JR del 2010, obtuvo la nominación al premio Kid's Jury. Además obtuvo otra nominación, en el festival italiano Catoons on the Bay, al premio Pulcinella Award, 2012
- Datos: Q11490984